# Голсвордијева улица (Београд)
| ГОЛСВОРДИЈЕВА · улица                                    | ГОЛСВОРДИЈЕВА · улица                                 |
| -------------------------------------------------------- | ----------------------------------------------------- |
|                                                          |                                                       |
| Општина                                                  | Врачар                                                |
| Почетак                                                  | Баба Вишњина улица (Београд) Кичевска улица (Београд) |
| Крај                                                     | Булевар краља Александра                              |
| Дужина                                                   | 300 m                                                 |
| Створена                                                 | 1888.                                                 |
| Названа                                                  | 1946.                                                 |
| Стари називи                                             | Послужитељска, Стишка                                 |
|                                                          |                                                       |
|                                                          |                                                       |
| Голсвордијева улица, поглед из Булевара краља Александра |                                                       |

Голсвордијева улица (понегде Голсвортијева), једна је од градских улица у Београду на територији општине Врачар. Протеже се од баба Вишњине као њен наставак, где почетак под правим углом сече Кичевску улицу, потом пресеца Хаџи Ђерину и иде до Булевара краља Александра 118.

## Име улице
Улица је добила име по Џону Голсвордију (1867—1933), енглеском романописцу и драматургу који је добио 1932. Нобелову награду за књижевност и био је први председник Међународног ПЕН центра 1921—1933.
Ова улица је више пута током историје мењала име:
- Послужитељска 1888-1896, пружала се од Булевара краља Александра до Макензијеве
- Стишка 1896-1946, део од Булевара краља Александра до Крунске улице
- Голсвордијева од 1946.

Наводи се 1909-1910 као Браће Недића. У појединој литератури се погрешно наводи да Голсвордијева иде не од Кичевске него још даље, од Крунске. То је разлика од око 55 метара дуж Парка војводе Петра Бојовића.

## Суседне улице
Улицу пресецају следеће улице, или се уливају у њу:
- Улица баба Вишњина (Београд)
- Кичевска улица (Београд)
- Улица Хаџи Ђерина
- Булевар краља Александра

Најближе паралелне су јој улице које не излазе на Булевар краља Александра:
- Улица Хаџи Проданова
- Улица Трнска

Док су најближе паралелне улице које излазе на Булевар краља Александра:
- Улица Молерова (Београд)
- Улица Млатишумина

## Галерија
- Голсвордијева улица, број 20а
- Голсвордијева улица, број 26, цвећара
- Голсвордијева улица, број 6
- Голсвордијева улица, број 8, мурал на бочном зиду
- Голсвордијева улица, број 35
- Голсвордијева улица
- Голсвордијева улица, кафана Потковица
- Голсвордијева улица, 26, мурал на бочној страни куће
- Голсвордијева улица, поглед на Парк војводе Бојовића
- Голсвордијева улица, раскрсница са Хаџи Ђерином
- Голсвордијева улица, табла са именом улице
- Голсвордијева улица, угао са Кичевском
- Голсвордијева улица, број 35, детаљ зграде